# Santa Fe (Texas)
Santa Fe è un comune (city) degli Stati Uniti d'America della contea di Galveston nello Stato del Texas. La popolazione era di 12.222 abitanti al censimento del 2010.

## Geografia fisica
Santa Fe è situata a 29°22′50″N 95°06′15″W (29.380651, −95.104163).
Secondo lo United States Census Bureau, la città ha una superficie totale di 44,88 km², dei quali 44,39 km² di territorio e 0,49 km² di acque interne (1,1% del totale).

## Storia
Nel 1877, la Gulf, Colorado and Santa Fe Railway fu costruita attraverso la parte occidentale della contea di Galveston.  All'inizio del secolo, tre piccole città non incorporate si erano formate lungo la ferrovia: Alta Loma, Arcadia e Algoa. Il Santa Fe Independent School District, dal nome della ferrovia, fu istituito poco dopo per servire l'area. 
A metà degli anni 1970, la vicina città di Hitchcock tentò di annettere il quartiere di Morningview nella parte orientale di Alta Loma, a cui i residenti del quartiere erano contrari. Per evitare l'annessione, fu istituita una petizione per incorporare l'area in una nuova città. Il 21 gennaio 1978, una proposta di voto per incorporare Alta Loma e parti di Arcadia (per un totale di nove miglia quadrate) passò con un ampio margine, e la città di Santa Fe nacque. Negli anni successivi, Santa Fe è cresciuta fino a includere tutta Arcadia e le parti di Algoa ed è diventata una zona ricca della contea di Galveston.
Il 14 febbraio 1981, il Ku Klux Klan ospitò una frittura di pesce in una fattoria privata a Santa Fe per protestare contro la crescente presenza di pescatori vietnamiti nel golfo. Durante l'evento, una barca da pesca vietnamita è stata bruciata in modo cerimoniale. Quella polemica, così come i conflitti simili nelle vicine città portuali di Rockport, ha portato a una decisione della corte distrettuale degli Stati Uniti, S.D.Texas, divisione di Houston Vietnamese Fishermen's Association v. Knights of the Ku Klux Klan, e servì anche come base per il film di Ed Harris del 1985 Alamo Bay.
Il 19 giugno 2000, la Corte suprema stabilì che la politica del Santa Fe Independent School District di consentire la preghiera "guidata dagli studenti, iniziata dagli studenti" alle partite di football americano e ad altri eventi scolastici violava le proibizioni della costituzione contro l'instaurazione della religione di stato.
La mattina del 18 maggio 2018, presso la Santa Fe High School, ci sono state segnalazioni di una sparatoria. Studenti e docenti hanno evacuato l'edificio quando è stato attivato l'allarme antincendio. Secondo CBS News, ci sono almeno dieci morti e un sospetto in custodia dal 18 maggio alle 10:42 ora locale.

## Società

### Evoluzione demografica
Secondo il censimento del 2010, la popolazione era di 12.222 abitanti.

### Etnie e minoranze straniere
Secondo il censimento del 2010, la composizione etnica della città era formata dal 93,81% di bianchi, lo 0,38% di afroamericani, lo 0,47% di nativi americani, lo 0,49% di asiatici, lo 0,09% di oceanici, il 3,26% di altre razze, e l'1,5% di due o più etnie. Ispanici o latinos di qualunque razza erano l'11,55% della popolazione.